# Young Sheldon
Production
Diffusion
Chronologie
The Big Bang Theory Georgie and Mandy's First Marriage
Young Sheldon est une sitcom américaine en 141 épisodes de 22 minutes créée par Chuck Lorre et Steven Molaro et diffusée en simultané entre le 25 septembre 2017 et le 16 mai 2024 sur le réseau CBS aux États-Unis et sur le réseau CTV au Canada.
C'est une série dérivée préquelle de la sitcom The Big Bang Theory, centrée sur la jeunesse de Sheldon Cooper, l'un des personnages principaux de la série d'origine, qui est aussi le narrateur.
En France, le premier épisode a été diffusé en avant-première le 2 octobre 2017, puis la diffusion s'est poursuivie dès le 6 novembre 2017 sur Canal+ Séries en version originale sous-titrée français et en version française depuis le 25 juin 2018 sur Canal+, puis du 20 avril 2019 au 28 février 2025 en clair sur NRJ 12 et au Québec depuis le 4 septembre 2018 sur Vrak. Néanmoins, la série reste inédite dans les autres pays francophones.
La série s'arrête après sept saisons avec un dernier épisode diffusé le 16 mai 2024. L'intrigue se poursuivra ensuite avec une autre série dérivée centrée sur Georgie Cooper et Mandy McAllister, Georgie and Mandy's First Marriage, diffusée à partir du 17 octobre 2024.

## Synopsis
Sheldon Cooper, enfant prodige vivant à Medford, dans le Texas de l'Est. Il intègre l'école secondaire de sa ville à l'âge de neuf ans. Sheldon est un surdoué de haut niveau, à la fois exceptionnellement intelligent et très sensible à son environnement.
Il vit avec ses parents, George Cooper Sr. et Mary Cooper, sa sœur jumelle Melissa « Missy » Cooper et son frère George « Georgie » Cooper Jr..

## Distribution

### Acteurs principaux
| Iain Armitage  | Mahé Laridan (saison 1,6,7) / Soren Chouillet (saison 2,3) / Tony Sanial (saison 4,5) | Sheldon Cooper                                         | Principal  | Principal  | Principal  | Principal  | Principal  | Principal  | Principal  |            |            |            |            |
| Zoe Perry      | Anne Tilloy                                                                           | Mary Cooper                                            | Principale | Principale | Principale | Principale | Principale | Principale | Principale |            |            |            |            |
| Lance Barber   | Éric Aubrahn                                                                          | George Cooper, Sr.                                     | Principal  | Principal  | Principal  | Principal  | Principal  | Principal  | Principal  |            |            |            |            |
| Montana Jordan | Victor Biavan                                                                         | George Cooper, Jr. alias « Georgie »                   | Principal  | Principal  | Principal  | Principal  | Principal  | Principal  | Principal  |            |            |            |            |
| Raegan Revord  | Lior Chabbat                                                                          | Melissa « Missy » Cooper                               | Principale | Principale | Principale | Principale | Principale | Principale | Principale |            |            |            |            |
| Annie Potts    | Blanche Ravalec                                                                       | Constance "Connie" Tucker alias « Meemaw »             | Principale | Principale | Principale | Principale | Principale | Principale | Principale |            |            |            |            |
| Jim Parsons    | Fabrice Fara                                                                          | Dr Sheldon Cooper, adulte et narrateur                 | Principal  | Principal  | Principal  | Principal  | Principal  | Principal  | Principal  |            |            |            |            |
| Matt Hobby     | Matthieu Albertini                                                                    | le pasteur Jeff Hodgkins                               | Récurrent  | Récurrent  | Principal  | Principal  | Principal  | Principal  | Principal  | Principal  | Principal  |            |            |
| Wallace Shawn  | Patrice Dozier                                                                        | John Sturgis                                           | Récurrent  | Principal  | Récurrent  | Principal  | Principal  | Principal  | Principal  | Principal  | Principal  | Principal  |            |
| Emily Osment   | Camille Donda                                                                         | Amanda « Mandy » McAllister, la petite amie de Georgie |            |            |            |            | Principale | Principale | Principale | Principale | Principale | Principale | Principale |

### Invités
Version française
- Adaptation des dialogues : Sophie Arthuys et Fabienne Goudey[8]

 Source et légende : version française (VF) sur RS Doublage et Doublage Séries Database

## Production

### Développement
Jim Parsons a révélé dans une interview pour CBS qu'il a d'abord proposé le concept d'une série sur l'enfance de Sheldon au producteur Chuck Lorre qui a immédiatement accepté.
En novembre 2016, la chaîne CBS annonce être en négociation pour la mise en place d'une série dérivée de The Big Bang Theory centrée sur la jeunesse du personnage Sheldon Cooper lorsqu'il vivait au Texas.
En mars 2017, la série est officiellement commandée.
En septembre 2017, deux jours après la diffusion de l'épisode pilote, CBS commande neuf épisodes supplémentaires, portant la saison à vingt-deux épisodes.
En janvier 2018, la série est renouvelée pour une deuxième saison, diffusée lors de la saison 2018-2019.
En février 2019, la série est renouvelée pour une troisième et quatrième saison.
Le 30 mars 2021, la série a été renouvelée pour une cinquième, sixième et septième saison.
Comme annoncé le 14 novembre 2023, la série est terminée après sept saisons en raison du fait qu'elle rejoint les premiers évènements de The Big Bang Theory. Le dernier épisode a été diffusé le 16 mai 2024.

### Attribution des rôles
En mars 2017, le jeune acteur Iain Armitage a été choisi pour interpréter le jeune Sheldon Cooper.
En décembre 2017, Zoe Perry, qui n'est autre que la fille de Laurie Metcalf (qui tient le même rôle plus âgé dans The Big Bang Theory), a obtenu le rôle de Mary Cooper jeune, d'où la ressemblance.
Lance Barber, qui incarne ici le père de Sheldon, a auparavant incarné un tout autre personnage, Jimmy Speckerman, dans l'épisode 11 de la cinquième saison de The Big Bang Theory (The Speckerman Recurrence).
L'actrice qui joue le rôle de l'infirmière Robinson dans l'épisode 12 de la 2e saison (A Tummy Ache and a Whale of a Metaphor) a également joué le rôle de l'infirmière dans l'épisode 18 de la cinquième saison de The Big Bang Theory (The Werewolf Transformation).
Teller, qui incarne "Pus" dans l'épisode 22 de la saison 5, a auparavant incarné un tout autre personnage, M. Fowler, le père d'Amy dans The Big Bang Theory.

### Musique
La chanson du générique d'ouverture s'intitule Mighty Little Man, titre de l'album Songs for Dustmites de Steve Burns, musicien et ancien présentateur de Jeu de Bleue (Blue's Clues), un programme télévisé américain pour la jeunesse. Il apparait par ailleurs dans quelques épisodes dans le rôle de Nathan.
La musique de la série est quant à elle composée par Jeff Cardoni et John Debney.

## Épisodes

### Première saison (2017-2018)
Le jeune Sheldon Cooper, âgé de 9 ans, rejoint le lycée, où il se fera un ami, Tam Nguyen. Sheldon commence à prendre des cours à l'université sous la houlette du professeur Sturgis.

### Deuxième saison (2018-2019)
Le professeur Sturgis commence une relation avec Meemaw, la grand-mère de Sheldon.

### Septième saison (2024)
Cette saison, qui sera la dernière, est diffusée aux États-Unis dès le 15 février 2024.

## Univers de la série

### Personnages principaux
Sheldon Cooper
Sheldon a 9 ans dans les deux premières saisons et 10 ans dans la saison 3. Il est un enfant d'une intelligence hors norme, mais il a cependant des difficultés relationnelles. Il n'a que très peu d'amis. Comme il le dit, il n'a que deux amis : Tam Nguyen et le Professeur John Sturgis. Mais il en a d'autres : une fille du même âge, tout aussi douée pour les études, nommée Paige avec qui il s'est lié d'amitié à l'université (bien qu'il la perçoive de prime abord comme une rivale dérangeante) et deux autres étudiants avec qui il a joué et mangé. Il est aussi hypocondriaque et a de nombreuses phobies : les maladies, les microbes et les animaux (surtout les chiens).
Mary Cooper
Elle est la mère de Sheldon.
Elle est très pieuse et travaille dans une église baptiste.
George Cooper, Sr.
Il est le père de Sheldon.
Il est entraîneur dans le lycée où Sheldon et Georgie puis Missy étudient.
George Cooper, Jr.
Il est le grand frère de Sheldon.
Sa scolarité n'est pas le point fort de ce personnage. Les filles de son âge et la musculation sont ses principaux centres d'intérêt. Mais au fur et à mesure, il fait preuve de grandes compétences entreprenariales. Il a l'intelligence d'entreprise, ce que n'a pas Sheldon.
Melissa « Missy » Cooper
Elle est la sœur jumelle de Sheldon (née deux minutes plus tard que celui-ci).
Bien qu'elle se moque souvent de Sheldon, elle adore son frère. Tout comme son frère ainé, Missy se démarque par sa capacité à remarquer beaucoup de choses sur les interactions des autres personnages. Elle possède toutes les compétences émotionnelles et relationnelles qui manquent à Sheldon.
Constance « Meemaw » Tucker, « Connie » par le Dr Sturgis
Elle est la grand-mère de Sheldon.
Mewmaw habite en face de chez les Cooper. Elle a un premier petit ami, John Sturgis, qui la quitte. Puis, elle sort avec l'entraîneur de base-ball de Missy, Dale Ballard. Elle se fait aussi courtiser par le Dr Linkletter, professeur de Sheldon à l'université, où le Dr Sturgis, l'idole de Sheldon, enseigne aussi.

### Personnages secondaires
Jeffrey « Jeff » Difford ;
Plus communément appelé Pasteur Jeff, est le pasteur de l’église baptiste où travaille la mère de Sheldon.
Il est né en 1955. Il épouse en secondes noces l'agent de police Robin Tillbrook avec qui il déménage juste à côté des Cooper. Le couple a un fils.

## Accueil

### Audiences
| Saison | Nombre d'épisodes | Jour et heure de diffusion | Diffusion originale sur CBS | Diffusion originale sur CBS | Année     | Audience moyenne (en millions) | Audience moyenne (en millions) | Audience moyenne (en millions) | Audience moyenne (en millions) |
| Saison | Nombre d'épisodes | Jour et heure de diffusion | Début de saison             | Fin de saison               | Année     | Rang                           | Première                       | Finale                         | Moyenne à J+7                  |
| ------ | ----------------- | -------------------------- | --------------------------- | --------------------------- | --------- | ------------------------------ | ------------------------------ | ------------------------------ | ------------------------------ |
| 1      | 22                | Jeudi à 20 h 30            | 25 septembre 2017           | 10 mai 2018                 | 2017-2018 | 6                              | 17.21                          | 12.44                          | 16.30                          |
| 2      | 22                | Jeudi à 20 h 30            | 24 septembre 2018           | 16 mai 2019                 | 2018-2019 | 5                              | 10.58                          | 13.60                          | 14.37                          |
| 3      | 21                | Jeudi à 20 h               | 26 septembre 2019           | 30 avril 2020               | 2019-2020 | 8                              | 8.24                           | 10.14                          | 11.45                          |
| 4      | 18                | Jeudi à 20 h               | 5 novembre 2020             | 13 mai 2021                 | 2020-2021 | 12                             | 6.77                           | 7.21                           | 9.45                           |
| 5      | 22                | Jeudi à 20 h               | 7 octobre 2021              | 19 mai 2022                 | 2021-2022 | 8                              | 7.12                           | 7.06                           | 9.21                           |
| 6      | 22                | Jeudi à 20 h               | 29 septembre 2022           | 18 mai 2023                 | 2022-2023 | 6                              | 6.88                           | 6.97                           | 9.32                           |
| 7      | 14                | Jeudi à 20 h               | 15 février 2024             | 16 mai 2024                 | 2023-2024 | 6                              | 7.99                           | 9.32                           | 9.10                           |

- La meilleure audience de la série, est l'épisode pilote, diffusé juste après le premier épisode de la onzième saison de The Big Bang Theory. Le pilote a obtenu une audience de 17,21 millions de téléspectateurs[20] aux États-Unis, soit presque autant que la série d'origine. Au Canada, elle est regardée par 3,561 millions de téléspectateurs, soit environ 291 000 de moins que la série d'origine[41].
- La pire audience historique de la série est le troisième épisode de la cinquième saison, avec une audience de 6.36 millions de téléspectateurs[42].

## Série dérivée
En janvier 2024, il est annoncé que Young Sheldon aura droit à une série dérivée (spin-off) centrée sur Georgie Cooper et Mandy McAllister, Georgie and Mandy's First Marriage, prévue pour la saison 2024–2025 sur CBS. En mars 2024, CBS annonce avoir officiellement commandé la série.